# Полиптих Аверольди
Полиптих Аверольди (итал. Polittico Averoldi) — алтарный образ, выполненный Тицианом в 1520—1522 годах для церкви Сант-Назаро-э-Чельсо, Брешиа, Италия.

## История
Успешно завершив в 1518 году свою крупнейшую работу «Вознесение Девы Марии» в базилике Санта-Мария-Глорьоза-дей-Фрари, Тициан завоевал широкую известность и получил множество новых заказов на алтарные картины, над которыми напряжённо работал несколько последующих лет.
Альтобелло Аверольди, папский легат в Венеции, происходивший из знатной брешианской семьи, заказал ему большой алтарь для церкви Сант-Назаро-э-Чельсо в своём родном городе, где, помимо прочего, был настоятелем. Алтарь был выполнен в виде полиптиха, вероятно, по требованию заказчика, хотя этот формат тогда уже вышел из употребления в Венеции и больше не встречается у Тициана. Заказ был сделан в 1519 году, а в 1520 была уже готова правая нижняя часть — «Святой Себастьян», которая вызвала большой интерес венецианцев. Правитель Феррары Альфонсо д’Эсте, ценитель и заказчик Тициана, даже собирался перекупить «Себастьяна», предложив изготовить для Аверольди копию, однако отказался от своего намерения, чтобы не вступить в конфликт с влиятельным представителем Ватикана. По мнению некоторых исследователей, замена все же произошла, а оригинал был приобретен мантуанским двором, но не дошёл до нас. Первоначально Аверольди предполагал ограничиться более скромной формой триптиха, на котором помимо храмовых святых Назария и Цельсия был ещё святой Себастьян, но затем он скорректировал задачу, и тогда была добавлена центральная часть с Воскресением и две верхние панели с ангелом и Марией.
Алтарь в целом был завершен и установлен в храме в июле 1522 года. Святой Себастьян опирается на обломок колонны с датой и подписью автора: «Ticianvs faciebat/MDXXII» («Тициан сделал/1522»)

## Описание
Алтарь состоит из пяти панелей:
- Воскресение Христово , 278x122 см (центральная панель);
- Святые Назарий и Цельсий с Альтобелло Аверольди , 170x65 см (левая нижняя панель);
- Святой Себастьян, 170x65 (правая нижняя панель);
- Благовещение: ангел, 79x65 см (левая верхняя панель);
- Благовещение: Мария, 79x65 см (правая верхняя панель).

Несмотря на архаичную форму полиптиха, выбранную, вероятно, согласно вкусам заказчика, Тициан смог создать единое и абсолютно созвучное времени произведение. В фигурах воскресшего Христа и святого Себастьяна ощущается влияние античной скульптуры, особенно «Лаокоона», обнаруженного в начале века и вдохновившего многих художников эпохи. Фигура святого Себастьяна близка и к «Рабам» Микеланджело, также испытавшего влияние «Лаокоона». И современники, и сам Тициан считали эту часть алтаря особенно удавшейся. Вопреки своему обыкновению художник выполнил несколько подготовительных рисунков, некоторые из которых сохранились. На заднем плане панели — фигуры ангела и святого Роха, который так же, как Себастьян, считался защитником от чумы.
Центральная часть представляет Воскресение Христово, хотя в фигуре спасителя можно обнаружить элементы иконографии Вознесения.
На левой панели изображены храмовые святые: Назарий в блестящих доспехах и Цельсий. Перед ними коленопреклоненный Аверольди. Заказчик изображен без лести, но и без ущерба для его достоинства.